# Гута-Пшедборська
Гута-Пшедборська (пол. Huta Przedborska) — село в Польщі, у гміні Кольбушова Кольбушовського повіту Підкарпатського воєводства.
Населення — 294 особи (2011).
У 1975-1998 роках село належало до .

## Демографія
Демографічна структура станом на 31 березня 2011 року:
|          | Загалом | Допрацездатний вік | Працездатний вік | Постпрацездатний вік |
| -------- | ------- | ------------------ | ---------------- | -------------------- |
| Чоловіки | 150     | 27                 | 104              | 19                   |
| Жінки    | 144     | 28                 | 85               | 31                   |
| Разом    | 294     | 55                 | 189              | 50                   |